# Штенгль, Манфред
Манфред Штенгль (нем. Manfred Stengl, 1 апреля 1946, Зальцбург, Австрия — 6 июня 1992, Дуглас, Остров Мэн) — австрийский саночник, выступавший за сборную Австрии в середине 1960-х — начале 1970-х годов. Чемпион зимних Олимпийских игр в Инсбруке, обладатель серебряной медали чемпионата Европы, многократный призёр национального первенства. Также занимался бобслеем, завоевав в этом виде спорта бронзу мирового первенства, и был довольно успешным мотогонщиком.

## Биография
Манфред Штенгль родился 1 апреля 1946 года в городе Зальцбург, Австрия. Активно заниматься санным спортом начал в начале 1960-х годов, вскоре прошёл отбор в национальную сборную и в паре с Йозефом Файстмантлем стал принимать участие в крупнейших международных стартах, показывая довольно неплохие результаты. Так, уже на домашнем чемпионате Европы в Вайсенбахе выиграл серебряную медаль. Благодаря череде удачных выступлений удостоился права защищать честь страны на зимних Олимпийских играх 1964 года в Инсбруке, где впоследствии завоевал золото мужской парной программы, став первым в истории олимпийским чемпионом на двухместных санях.
Поскольку конкуренция в сборной на тот момент резко возросла, в середине 1970-х годов Штенгль принял решение перейти в бобслей, присоединившись к четырёхместному австрийскому экипажу. На чемпионате мира 1975 года в итальянской Червинии их команда финишировала третьей, и все спортсмены, соответственно, получили по бронзовой медали. Однако бобслейная карьера продлилась не долго, вскоре Штенгль перестал попадать в основной состав и сконцентрировал всё внимание на своём излюбленном занятии — мотогонках. Активно занимался мотоциклетным спортом в течение тридцати лет, с попеременным успехом принимал участие в различных гран-при, в частности, добирался до восьмого места общего зачёта. Погиб 6 июня 1992 года в городе Дуглас, разбившись на соревнованиях Isle of Man TT.